# 낸시 초더로
낸시 줄리아 초더로(영어: Nancy Julia Chodorow, 1944년 1월 20일 ~ )는 미국의 여성주의 사회학자, 정신분석학자이다. 유대인이며 래드클리프 대학교와 브랜다이스 대학교를 졸업했다. 프로이트의 정신분석학 이론을 비판하며 등장한 정신분석학 페미니즘 연구가로서, 오이디푸스 콤플렉스에서 부재하는 어머니와 딸의 관계에 주목하였다.

## 같이 보기
- 지그문트 프로이트
- 정신분석학
- 카렌 호나이
- 미국 심리학회